# Petite Liakhov
La Petite Liakhov  (en russe : Малый Ляховский) est une île qui fait partie de l'archipel de Nouvelle-Sibérie situé dans l'océan Arctique, au nord des côtes de la Sibérie orientale entre la mer des Laptev et la mer de Sibérie orientale. Sur le plan administratif elle est rattachée à la république de Sakha en Russie.
L'île est la plus nordique des îles Liakhov. Elle est séparée des îles Anjou (principales îles de l'archipel de Nouvelle-Sibérie) par le détroit de Sannikov.

## Histoire
En 1759-1760, Eterikan découvre l'île de Blizhni (aujourd'hui l'île de Suur Lyakhov dans le nouvel archipel sibérien), site de vestiges de mammouths. Après cela, il traverse le détroit, qui porte désormais son nom, et atteint l'île voisine de Malõi (aujourd'hui Petite Liakhov). 
Dans les années 1760, l'île Suur Ljahov a été nommée île Eterikan en son honneur. Dans les années 1770, sur ordre de Catherine II, ces îles ont été rebaptisées Grande et Petite îles Lyakhov en l'honneur d'Ivan Liakhov, un explorateur russe qui en 1773 les explore pour rechercher les os et défenses de mammouth découverts par Eterikan.